# Georg A. Poensgen
Georg A. Poensgen (* 1964 in Marmagen) ist ein deutscher Architekt und Hochschullehrer.

## Leben und Wirken
Nach seiner Schulzeit durchlief Poensgen zunächst von 1980 bis 1983 eine Ausbildung zum Bauzeichner und studierte später von 1988 bis 1993 Architektur an der Fachhochschule Köln. In dieser Zeit sammelte er erste praktische Erfahrungen im Architekturbüro Gatermann & Schossig von Dörte Gatermann und Elmar Schossig. Zwischen 1993 und 1999 arbeitete Poensgen als Freier Mitarbeiter und Projektpartner in renommierten Kölner Architekturbüros, unter anderem bei Joachim Schürmann & Partner und bei baucoop – Wolfgang Felder. Von 1999 bis 2001 vervollständigte er sein Architekturstudium an der Bergischen Universität Wuppertal.
Bereits während dieser Zeit war er ab dem Jahr 2000 als wissenschaftlicher Mitarbeiter von Heiner Krumlinde für die Lehrgebiete Entwerfen und Innenraumgestaltung an der Hochschule Bochum tätig, wo er ab 2002 zudem die Vertretung der Professur bekam. In den Jahren 2006 und 2007 übernahm Poensgen einen Lehrauftrag für Entwerfen im Fachbereich Architektur der Fachhochschule Dortmund. Von 2008 bis 2011 war Poensgen erneut als wissenschaftlicher Mitarbeiter an der Hochschule Bochum tätig, diesmal für die Lehrgebiete Gebäudelehre und Entwerfen bei André Habermann. Schließlich folgte Poensgen im Jahr 2011 einem Ruf an die Hochschule Koblenz, wo er seitdem als ordentlicher Professor für Baukonstruktion, Wohnungsbau und Entwerfen im Fachbereich Bauwesen lehrt und seit 2013 als Studiengangsleiter für den Master-Studiengang Architektur verantwortlich ist.
Bereits 1999 gründete Georg A. Poensgen mit seiner Ehefrau, der Innenarchitektin Andrea Denzer, das Architekturbüro Denzer & Poensgen in Marmagen. Seit dieser Zeit gewannen sie mit ihren Bauaufträgen zahlreiche Preise, darunter den Kölner Architekturpreis (2000), den Staatspreis für Architektur & Wohnungsbau des Landes Rheinland-Pfalz (2013), den Bauherrenpreis des Landes NRW (2007) und der Architektenkammer des Saarlandes (2010) sowie mehrere Sonderpreise und Auszeichnungen in den Kategorien „Das Goldene Haus“ und „Häuser des Jahres“.
Georg Poensgen war von 2011 bis 2017 Mitglied der Architektenkammer OAI – Ordre des Architectes et des Ingenieurs-Conseils in Luxemburg und ist seit 2011 Mitglied im Regionalbeirat „baukunst-nrw“ (Eifel) der Architektenkammer Nordrhein-Westfalen (AKNW) sowie seit 2017 Mitglied im Planungs- und Gestaltungsbeirat für die Nationalparkregion Hunsrück-Hochwald.